# Зайзикс (Калифорния)
Зайзикс (англ. Zzyzx) — поселение (невключённая территория) в округе Сан-Бернардино в южной части Калифорнии, США.

## География
Находится рядом с национальным заказником Мохаве и озером Tuendae.
К поселению от автомагистрали 15 ведёт дорога Zzyzx Road длиной 7,2 км. Ближайшие к нему города: в 11 км — Бейкер, штат Калифорния, и в 160 км — Лас-Вегас, штат Невада.

## История
Ранее поселение называлось Кэмп-Сода (англ. Camp Soda) и Сода-Спрингс (англ. Soda Springs), так как здесь находятся минеральные источники. Сейчас это часть территории исследовательского центра Desert Studies Center Университета штата Калифорния.
Имя Zzyzx в 1944 году ему дал американский евангелист и самопровозглашенный врач Кертис Хау Спрингер специально, чтобы оно было последним словом в английском языке. Название поселения было утверждено Советом США по географическим названиям 14 июня 1984 года. Лексикографически необычное, оно неоднократно отмечалось в списке необычных названий и однозначно занимает последнее место в списке населённых пунктов США по алфавиту.